# Gérard Lanvin
Pour les articles homonymes, voir Gérard Lanvin (homonymie) et Lanvin (homonymie).
Ne doit pas être confondu avec Gérard Louvin ou Gerard Lavin.
Gérard Lanvain, dit Gérard Lanvin, né le 21 juin 1950 à Boulogne-Billancourt, est un acteur et chanteur français.
Après des débuts au café-théâtre au sein de la troupe du Café de la Gare, dans l'entourage de Coluche et Martin Lamotte, il accède à son premier rôle important au cinéma dans le film culte Vous n'aurez pas l'Alsace et la Lorraine (1977). Remarqué dans Une étrange affaire (1982), qui lui vaut le prix Jean-Gabin, il s'impose ensuite dans des rôles « virils » et devient un nouveau héros d'action français, succédant à Jean-Paul Belmondo et Alain Delon, notamment dans Le Choix des armes (1981), Tir groupé (1982), Le Prix du danger (1983) et Les Spécialistes (1984), ainsi que plus tardivement dans L'Ennemi public nº 1 (2008) et Les Lyonnais (2011).
La comédie l'emploie également avec succès en duo dans Marche à l'ombre (1984) avec Michel Blanc, Les Frères Pétard (1986) avec Jacques Villeret, Mes meilleurs copains (1989), Camping (2006) avec Franck Dubosc, Le Prix à payer (2007), Envoyés très spéciaux avec Gérard Jugnot ou Erreur de la banque en votre faveur (2009) avec Jean-Pierre Darroussin. Gérard Lanvin obtient le César du meilleur acteur en 1995 pour Le Fils préféré de Nicole Garcia et celui du meilleur acteur dans un second rôle en 2001 pour Le Goût des autres d'Agnès Jaoui, après une nomination dans chaque catégorie.

## Biographie
Issu d'une famille bourgeoise de Boulogne-Billancourt, Gérard Lanvin rêve de devenir comédien de théâtre après avoir vu, quand il avait 12-13 ans, Jean Meyer dans Le Malade imaginaire de Molière. Il arrête ses études à 17 ans contre l'avis de ses parents — qui auraient préféré qu'il fasse des études de droit ou de commerce — et vit alors des années difficiles. Il est forain pendant un temps et vend des fripes américaines le week-end aux puces de Saint-Ouen. C'est là qu'il fait la connaissance de Martin Lamotte puis qu'un jour de mars 1968, il rencontre Miou-Miou et Coluche ; il va ensuite aller les voir jouer vingt soirs de suite dans leur pièce Au vrai chic parisien,. Afin de devenir son propre patron, il démissionne et achète un camion pour vendre des vêtements sur les marchés de France. Lors des événements de mai 1968, il ne participera pas aux manifestations, ne se sentant pas concerné par les revendications. Il s'investit de plus en plus dans le milieu du spectacle et rencontre progressivement d'autres comédiens de café-théâtre, notamment Henri Guybet et Patrick Dewaere.
En 1969, Gérard Lanvin s'inscrit aussi au TNP (Théâtre national populaire), où il reste peu de temps, préférant le théâtre d'improvisation[réf. souhaitée].
Au début des années 1970, Gérard Lanvin rejoint l'aventure du café-théâtre. Sur les conseils de Martin Lamotte, Romain Bouteille l'engage au Café de la gare où il fait la régie et le ménage. Martin Lamotte lui offre finalement son premier rôle au café-théâtre de La Veuve Pichard, qu'il a fondé après sa brouille avec Bouteille,,.
De son côté, Coluche, qui héberge Gérard pendant un long moment, le pousse à faire du cinéma et lui offre son premier rôle important dans Vous n'aurez pas l'Alsace et la Lorraine en 1977.
En 1977, le chanteur Renaud tombe amoureux de Dominique Quilichini, la femme de Lanvin, son comparse de La Veuve Pichard, la séduit et l'épouse en 1980. Renaud se moque de lui dans sa chanson Les Aventures de Gérard Lambert en 1980. En 1981, Renaud lui consacre tout son album Le Retour de Gérard Lambert, dans lequel il raille une nouvelle fois Gérard Lanvin, relatant son passé peu glorieux de petit voyou.
En 1981, Lanvin reçoit le prix Jean-Gabin et enchaîne alors les rôles virils qui feront de lui une des grandes stars françaises des années 1980 avec Gérard Depardieu, Christophe Lambert ou Bernard Giraudeau. En 1982, il est nommé pour la première fois aux César dans la catégorie meilleur second rôle masculin pour Une étrange affaire. La même année, il connaît son premier vrai succès public en tête d'affiche du drame policier Tir groupé, dans lequel il incarne Antoine Béranger, un homme décidé à venger le meurtre de sa petite amie, Carine (Véronique Jannot). Sa prestation est saluée aussi bien par le public que la critique et lui vaut une nomination pour le César du meilleur acteur.
En 1984, il triomphe grâce à Marche à l'ombre, réalisé par Michel Blanc, qui réunit plus de six millions de spectateurs, puis l'année suivante dans Les Spécialistes de Patrice Leconte, où il forme un duo de choc et de charme avec Bernard Giraudeau. Le film est un véritable succès en 1985, avec un total de 5 319 542 entrées en France, lui permettant d'être classé en troisième position derrière Trois Hommes et un couffin et Rambo II : la mission. La même année il joue avec sa femme Jennifer, dans une comédie sentimentale qu'il a coécrite, Moi vouloir toi, mais qui ne rencontrera pas le même succès.
Les années suivantes, il réapparaît dans quelques comédies humoristiques, dont Les Frères Pétard d'Hervé Palud (1986) et Mes meilleurs copains de Jean-Marie Poiré (1989), puis s'ensuivent deux collaborations avec Claude Lelouch dans Il y a des jours... et des lunes (1990) et La Belle Histoire (1992).
Il rencontre un nouveau succès en 1994 avec un rôle à sa mesure dans Le Fils préféré de Nicole Garcia, qui admet avoir attendu qu'il soit libre pour commencer son tournage. Pour ce rôle, il reçoit le César du meilleur acteur l'année suivante. En 1996, il joue pour la première et unique fois sous la direction de Bertrand Blier dans Mon homme.

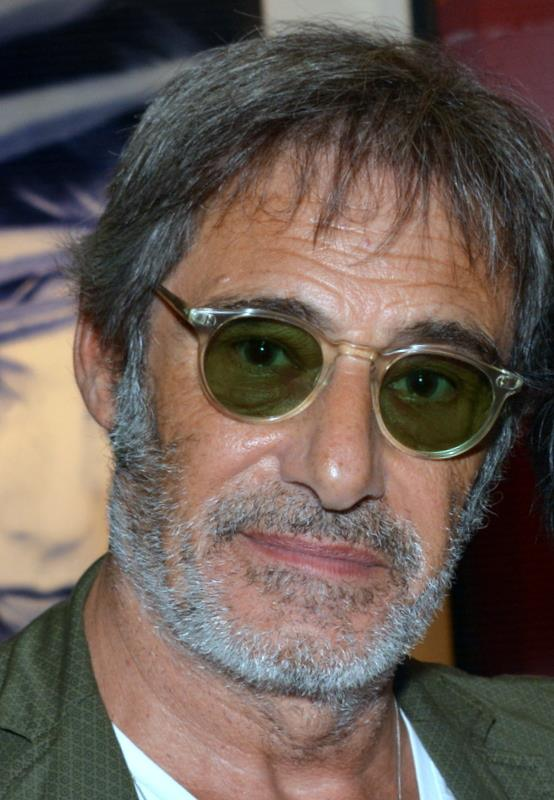
Gérard Lanvin en 2014.

Dans les années 2000, après un passage à succès dans l'univers de Jean-Pierre Bacri et Agnès Jaoui avec Le Goût des autres (2000), ce qui lui vaut le César du meilleur second rôle, il effectue son grand retour dans la comédie populaire avec Le Boulet et Trois Zéros (2002) ou encore Camping (2006). Puis, tout en assurant le doublage de la voix de Manny, le mammouth, dans les cinq volets de L'Âge de glace entre 2002 et 2016, il incarne également des personnages du milieu du grand banditisme. Ainsi, en 2008 dans le second volet de L'ennemi public no 1, diptyque consacré à la vie de Jacques Mesrine où il campe le personnage de Charlie Bauer, un des célèbres « lieutenants » de Mesrine, puis de nouveau en 2011 dans Les Lyonnais, où il incarne le personnage d'Edmond Vidal.
À l'occasion de la journée internationale des femmes le 8 mars 2021, Gérard Lanvin sort le single Appel à l'aide dont les bénéfices sont reversés à l'Union nationale des familles de féminicide. Texte écrit pendant le premier confinement au printemps 2020 et mis en musique et produit par son fils Manu Lanvin, il est extrait de son premier album studio qui sort le 21 mai 2021. « Cet album est un constat social, on aurait d'ailleurs pu l'appeler L'an 20, explique Gérard. « Quand Manu m'a dit j'ai composé dix musiques, sors tes carnets de notes et faisons ensemble des chansons, j'ai écrit dix textes sur la situation sociale d'aujourd'hui. Et les violences faites aux femmes en font malheureusement partie ».
En 2021, Gérard Lanvin participe à une manifestation de soutien aux forces de l'ordre, durant laquelle il prend la parole et dit en s'adressant aux policiers : « Merci d'exister pour nous et de nous protéger au risque de vos vies »,.

## Vie privée
Gérard Lanvin a été marié pendant huit ans à Dominique Quilichini devenue en 1980, après leur divorce, l'épouse de Renaud. 
En 1984, il se marie en secondes noces avec Chantal Benoist, ex-chanteuse de disco connue sous le nom de Jennifer, le couple a deux enfants : le musicien Manu Lanvin (qui a été adopté par l'acteur) et l'animateur radio et comédien Léo Lanvin,.

## Théâtre
- 1975 : Fondateur du café-théâtre La Veuve Pichard, maintenant nommé théâtre du Point-Virgule avec le comédien Martin Lamotte.
- 1976 : La Revanche de Louis XI de Philippe Bruneau, Martin Lamotte, mise en scène Martin Lamotte, théâtre de La Veuve Pichard
- 1976 : Ginette Lacaze, de et mise en scène par Coluche, Élysée-Montmartre
- 1977 : Fromage ou dessert de Philippe Bruneau, mise en scène Luis Rego, Café de la Gare
- 1980 : Elle voit des nains partout !, de Philippe Bruneau, théâtre de la Gaîté-Montparnasse
- 1989 : Pièce détachée d'Alan Ayckbourn, mise en scène Bernard Murat, théâtre de la Michodière

## Filmographie

### Acteur

#### Cinéma
- 1975 : Au long de rivière Fango de Sotha[20],[21]
- 1976 : L'Aile ou la Cuisse, de Claude Zidi : un copain du cirque
- 1977 : Vous n'aurez pas l'Alsace et la Lorraine de Coluche : le Chevalier blanc
- 1979 : Les Héros n'ont pas froid aux oreilles de Charles Némès : le vigile
- 1979 : Bête, mais discipliné de Claude Zidi : un bidasse
- 1979 : Tapage nocturne de Catherine Breillat : le type
- 1980 : L'Entourloupe de Gérard Pirès : Roland
- 1980 : Extérieur, nuit de Jacques Bral : Léo
- 1980 : Une semaine de vacances de Bertrand Tavernier : Pierre
- 1981 : Est-ce bien raisonnable ?, de Georges Lautner : Gérard Louvier
- 1981 : Le Choix des armes d'Alain Corneau : Sarlat
- 1981 : Une étrange affaire, de Pierre Granier-Deferre : Louis Coline
- 1982 : Tir groupé de Jean-Claude Missiaen : Antoine Beranger
- 1983 : Le Prix du danger d'Yves Boisset : François Jacquemard
- 1984 : Ronde de nuit de Jean-Claude Missiaen : l'inspecteur Gu Arenas
- 1984 : Marche à l'ombre de Michel Blanc : François
- 1985 : Les Spécialistes de Patrice Leconte : Stéphane Carella
- 1985 : Moi vouloir toi de Patrick Dewolf : Patrick Montanet
- 1986 : Les Frères Pétard d'Hervé Palud : Manu
- 1987 : Saxo, d'Ariel Zeitoun : Sam Friedman
- 1989 : Mes meilleurs copains de Jean-Marie Poiré : Richard Chappoteaux
- 1990 : Il y a des jours... et des lunes, de Claude Lelouch : le camionneur qui n'est pas au bout de ses routes
- 1992 : La Belle Histoire de Claude Lelouch : Jésus le gitan
- 1993 : Les Marmottes d'Élie Chouraqui : Max
- 1994 : Le Fils préféré de Nicole Garcia : Jean-Paul Mantegna
- 1996 : Mon homme de Bertrand Blier : Jeannot
- 1996 : Anna Oz d'Éric Rochant : Marcello
- 1998 : La Femme du cosmonaute de Jacques Monnet : Jean-Paul Gardène
- 1998 : En plein cœur de Pierre Jolivet : Michel Farnese
- 2000 : Le Goût des autres d'Agnès Jaoui : Franck Moreno
- 2000 : Passionnément de Bruno Nuytten : Bernard Lartigue
- 2001 : Les Morsures de l'aube d'Antoine de Caunes : Étienne
- 2002 : Le Boulet d'Alain Berberian et Frédéric Forestier : Gérard Moltès
- 2002 : Trois Zéros de Fabien Onteniente : Alain Colonna
- 2003 : À la petite semaine de Sam Karmann : Jacques
- 2003 : Les Clefs de bagnole de Laurent Baffie : lui-même
- 2003 : San-Antonio de Frédéric Auburtin : San-Antonio
- 2005 : Les Enfants de Christian Vincent : Pierre Esteban
- 2005 : Les Parrains de Frédéric Forestier : Serge
- 2006 : Camping de Fabien Onteniente : Michel Saint-Josse
- 2006 : Le Héros de la famille de Thierry Klifa : Nicky Guazzini
- 2007 : Le Prix à payer d'Alexandra Leclère : Richard
- 2008 : Secret défense de Philippe Haïm : Alex
- 2008 : L'Ennemi public nº 1 de Jean-François Richet : Charlie Bauer
- 2009 : Envoyés très spéciaux de Frédéric Auburtin : Frank Bonneville
- 2009 : Erreur de la banque en votre faveur de Michel Munz et Gérard Bitton : Julien Foucault
- 2010 : À bout portant de Fred Cavayé : Commandant Patrick Werner
- 2011 : Le Fils à Jo de Philippe Guillard : Jo Canavaro
- 2011 : Les Lyonnais d'Olivier Marchal : Momon Vidal
- 2013 : Amitiés sincères de François Prévôt-Leygonie et Stéphan Archinard : Walter
- 2013 : Angélique d'Ariel Zeitoun : Joffrey de Peyrac
- 2014 : 96 Heures de Frédéric Schoendoerffer : Carré
- 2014 : Colt 45 de Fabrice Du Welz : Christian Chavez
- 2014 : Bon Rétablissement ! de Jean Becker : Pierre
- 2015 : Premiers Crus de Jérôme Le Maire : François Maréchal
- 2015 : Pension complète de Florent-Emilio Siri : Alex
- 2020 : Papi Sitter de Philippe Guillard : André Morales
- 2020 : Bronx de Olivier Marchal : Paul Maranzano
- 2021 : Envole-moi de Christophe Barratier : Docteur Reinhard
- 2022 : J'adore ce que vous faites[22] de Philippe Guillard : lui-même
- 2024 : Quatre Zéros de Fabien Onteniente : Alain Colonna
- 2024 : GTmax d'Olivier Schneider : Daniel
- 2025 : Balle perdue 3 de Guillaume Pierret : Resz

#### Court métrage
- 1981 : Victor, de Dominique Maillet (14 min)
- 2025 : Le Jour où le Titanic a coulé, de Pierre-Yves Bezat (15 min) : l'interlocuteur téléphonique

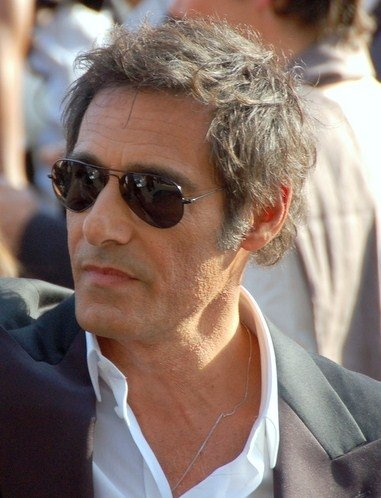
Gérard Lanvin au Festival de Cannes 2008.

#### Télévision
- 1979 : Médecins de nuit de Bruno Gantillon, épisode : Légitime Défense : Bob
- 1980 : Les Filles d'Adam, d'Éric Le Hung : Bertrand
- 1980 : La Traque, de Philippe Lefebvre : Julien Ravel
- 1988 : Palace, de Jean-Michel Ribes (série, plusieurs sketches dans plusieurs émissions)
- 1995 : François Kléber, de Patrick Jamain, écrit par Gérard Cuq et Olivier Marchal (série en 6 épisodes) : François Kléber
- 2013 : Platane (série, saison 2) : Lui-même
- 2018 : Dix pour cent de Fanny Herrero, (série, saison 3) : Lui-même
- 2022 : Les Enfants des justes de Fabien Onteniente : Virgile
- 2022 : Maman, ne me laisse pas m'endormir de Sylvie Testud : Vincent
- 2023 : Liaison, réalisée par Stephen Hopkins, crée par Virginie Brac : Dumas

### Doublage
- 2002 : L'Âge de glace : Manny
- 2006 : L'Âge de glace 2 : Manny
- 2009 : L'Âge de glace 3 : Le Temps des dinosaures : Manny
- 2011 : L'Âge de glace : Un Noël de mammouths : Manny
- 2012 : L'Âge de glace 4 : La Dérive des continents : Manny
- 2016 : L'Âge de glace : Les Lois de l'Univers : Manny
- 2018 : Les Indestructibles 2 : Robert Parr / M. Indestructible
- 2019 : Le plus beau pays du monde Opus 3 - Le Sanctuaire de Frédéric Fougea (voix off)
- 2021 : Tous en scène 2 : Clay Calloway
- 2022 : L'Âge de glace : Les Aventures de Buck Wild : Manny
- 2024 : Marvel's Wastelanders (série de podcasts) : Wolverine (VF)

### Scénariste
- 1985 : Moi vouloir toi de Patrick Dewolf

## Discographie

### Album
- 2021 : Ici Bas

### Single
- 2021 : Appel à l'aide.

### Collaborations
- 1992 : Vagabondage avec Paul Personne
- 2009 : 5 m2 avec Calvin Russell

## Distinctions

### Récompenses
- Prix Jean-Gabin 1982 pour Une étrange affaire
- César 1995 : César du meilleur acteur pour Le Fils préféré
- César 2001 : César du meilleur acteur dans un second rôle pour Le Goût des autres

### Nominations
- César 1982 : César du meilleur acteur dans un second rôle pour Une étrange affaire
- César 1983 : César du meilleur acteur pour Tir groupé